# توكولتي نينورتا الأول
توكولتي نينورتا الأول هو ملك آشور من القرن 13 ق م، حسب قائمة ملوك آشور ذكرت أنه حكم لمدة 37 سنة، من سنة 1243 إلى سنة 1207 ق م. خلف الحكم من والده شلمنصر الأول، تمكن هذا الملك من الانتصار في معركة نهريا فتمكن بعدها من السيطرة على أراضي واسعة في الأناضول وبلاد الشام وبلاد أورارتو وبعدها بدأت حربه ضد بلاد بابل وألتي كان يحكمها الكاشيين وتمكن من الانتصار عليهم وإنهاء سلالتهم وتمكن بعدها من ضم بابل إلى حكمه، ليكون أول ملك آشوري يلقب نفسه بملك بابل، كما استعمل أيضاً لقب ملك سومر وأكد وألذي كان سرجون الأكدي أول من إستعمله وقد قام ببناء عدة معابد في بابل ونحت تمثال جديد لإله بابل الرئيسي مردوخ بعد ذلك قام أيضاً باحتلال عدة مناطق في شبه الجزيرة العربية مثل دلمون وميلوخه. تم في الأخير قتله وكان إبنه آشور نادين أبلي من المشتركين في قتله.